# Julia Piaton
Julia Piaton, née le 29 janvier 1985 à Paris 14e, est une actrice française.

## Biographie

### Famille
Julia Piaton naît le 29 janvier 1985 dans le 14e arrondissement de Paris. Elle est la fille ainée de Jean-Marc Piaton et de Charlotte de Turckheim l'actrice et réalisatrice populaire, statut  qu'elle a parfois eu bien du mal à gérer, comme elle le confiait en 2018 ; « La construction de soi c’est trouver son propre chemin. Tu as l’impression de répéter quelque chose qui ne t’appartient pas, jusqu’à ce que tu comprennes que tu vas faire le même métier mais à ta façon ». Elle a deux sœurs : Clara, née en 1988 et Johanna, née en 1991.

### Vie privée
Elle est la mère d'un garçon prénommé Abel né en août 2017 et un garçon Joachim né en avril 2023.

### Jeunesse
Après un master en journalisme, elle suit les cours de Thibault de Montalembert, et joue au Ciné 13 Théâtre dans Histoires de Famille de Biljana Srbljanovic, puis ceux de John Strasberg à New York et joue Lascivisous Something de Sheila Callaghan (en). Romy Schneider est une de ses principales références cinématographiques.

## Carrière
Le grand public la découvre dans Mince alors ! réalisé par sa mère Charlotte de Turckheim (2012) et surtout comme une des quatre filles de la famille Verneuil (joués par Christian Clavier et Chantal Lauby) du succès populaire du premier numéro de la saga Qu'est-ce qu'on a fait au Bon Dieu ? (2014). Sa popularité décolle en avril 2016, avec son premier « second » rôle féminin obtenu dans Adopte un veuf de François Desagnat qui atteint le million d'entrées dans les cinémas français.
En 2019, elle interprète Aure Hazan dans la série Family Business qui connaîtra trois saisons sur Netflix. 
En 2021, elle est nommée pour le César du meilleure espoir féminin pour le film Les choses qu'on dit, les choses qu'on fait avec Camélia Jordana, Niels Schneider, Émilie Dequenne et Vincent Macaigne.
Elle connaît en 2023 un premier rôle féminin dans un film à succès Les Petites Victoires de Mélanie Auffret (925 000 entrées en France), avec comme partenaire masculin Michel Blanc.
L'année 2025 est une année marquante pour Julia Piaton avec trois premiers rôles féminins au cinéma, dans Le Secret de Khéops au coté de Fabrice Luchini, dans Les Règles de l'art en duo avec Melvil Poupaud et en trio dans Une pointe d'amour avec Grégory Gadebois et Quentin Dolmaire.

## Filmographie

### Cinéma

#### Longs métrages
- 2006 : Les Aristos de Charlotte de Turckheim : Pauline
- 2008 : Nos 18 ans de Frédéric Berthe : Sarah
- 2012 : Mince alors ! de Charlotte de Turckheim : Roxanne
- 2013 : Au bonheur des ogres de Nicolas Bary : Journaliste ITélé
- 2014 : Qu'est-ce qu'on a fait au Bon Dieu ? de Philippe de Chauveron : Odile Verneuil, épouse Benichou
- 2014 : Tiens-toi droite de Katia Lewkowicz : La jeune femme du pub
- 2015 : Le Talent de mes amis d'Alex Lutz : Helen
- 2015 : Qui c'est les plus forts ? de Charlotte de Turckheim : Pépin
- 2016 : La Vache de Mohamed Hamidi : la jeune reporter
- 2016 : Arrêtez-moi là de Gilles Bannier : la juge d’instruction
- 2016 : Adopte un veuf de François Desagnat : Marion Legloux
- 2017 : Jour J de Reem Kherici : Alexia
- 2018 : La Monnaie de leur pièce d'Anne Le Ny : Eloïse
- 2018 : Les Goûts et les Couleurs de Myriam Aziza : Claire
- 2019 : Qu'est-ce qu'on a encore fait au Bon Dieu ? de Philippe de Chauveron : Odile Verneuil, épouse Benichou
- 2019 : Selfie de Thomas Bidegain, Marc Fitoussi, Tristan Aurouet, Cyril Gelblat et Vianney Lebasque : Amandine
- 2020 : Les choses qu'on dit, les choses qu'on fait d'Emmanuel Mouret : Victoire
- 2020 : Le Discours de Laurent Tirard : Sophie
- 2020 : C'est la vie de Julien Rambaldi : Sandrine
- 2022 : Les Engagés d'Émilie Frèche : Gabrielle[15]
- 2023 : Les Petites Victoires de Mélanie Auffret : Alice Le Guennic[16]
- 2023 : Garder ton nom de Vincent Duquesne : Laëtitia Marcillac
- 2023 : Comme un prince, d'Ali Marhyar : Eddy
- 2025 : Le Secret de Khéops de Barbara Schulz : Isis
- 2025 : Le Mélange des genres de Michel Leclerc : Charlotte
- 2025 : Les Règles de l'art de Dominique Baumard : Agnès
- 2025 : Une pointe d'amour de Maël Piriou : Mélanie
- 2025 : La Venue de l'avenir de Cédric Klapisch : Céline

#### Courts métrages
- 2012 : Black enchantment de Jonathan Helpert
- 2013 : Five d'Igor Gotesman
- 2013 : Hybris de Florent Cassiani Ingoni
- 2017 : Phobic of Love de Marie Jardillier
- 2019 : Pochette surprise de François Uzan

### Télévision

#### Séries télévisées
- 2013 - 2015 : Profilage : Jessica, la sœur de Fred
- 2015 : Le Secret d'Élise : Ariane Letilleul, 1969
- 2016 : Après moi le bonheur : Laurence
- 2017 : Glacé : Capitaine Irène Ziegler
- 2019 : Le Grand Bazar : Marie
- 2019 - 2021 : Family Business : Aure Hazan
- 2024 : Citadel : Diana : Cécile Martin

#### Documentaire
- 2021 : La vie de château (voix)

### Clip
- 2013 : J'ai peur des filles de Benoît Carré

## Théâtre
- 2014 : Les Trois Sœurs de Anton Tchekhov avec Philippe Laudenbach

## Podcasts
- 2022 : Batman : Autopsie : Barbara Gordon

## Distinction
- 2021 : Nomination pour le César du meilleure espoir féminin pour Les choses qu'on dit, les choses qu'on fait[11]